# Пир богов
Пир богов (итал. Festino degli dei) — картина выдающегося итальянского живописца венецианской школы периода кватроченто эпохи Возрождения Джованни Беллини. Написана маслом на холсте (170 x 188 см) в 1514 году. Хранится в Национальной галерее искусства в Вашингтоне, США. На картуше, «подвешенном» к деревянной кадке, внизу справа, имеется подпись и дата «IOANNES BELLINVS VENETVS P[inxit] MDXIV».
Картина несёт на себе печать некоторых вмешательств. Если верить Джорджо Вазари, значительная часть ландшафта слева и в центре несколько позднее была дописана Тицианом, а отретуширована — Доссо Досси.

## История
Это одна из первых композиций венецианской школы живописи на мифологический сюжет. Произведение входит в цикл картин на мифологические темы и сюжеты, которые выполняли для Альфонсо I д'Эсте, герцога Феррары, Беллини («Поклонение богов», 1514), Тициан и Доссо Досси. Герцог намеревался включить в свою коллекцию также произведения Микеланджело и Рафаэля, но оба мастера не успели выполнить заказ.
Исключительным является выбор темы, поскольку в то время большинство заказчиков отдавало предпочтение библейским и назидательным сюжетам. Картина предназначалась для украшения «алебастрового кабинета», который герцог намеревался создать в Кастелло Эстенсе — феррарской резиденции Альфонсо I д'Эсте. Поводом к созданию цикла мифологических картин для этой комнаты, вероятно, послужила свадьба герцога с Лукрецией Борджиа.
На выбор сюжета повлияла и дружба Беллини с учёными-гуманистами, такими как кардинал Пьетро Бембо и Леонико Томео, философ Падуанского университета, которые проявляли большой интерес к античности. Активное участие в проекте принимали сестра заказчика, Изабелла д’Эсте, и видный специалист по античности, Марио Эквикола.
Вероятно, герцог был не доволен результатом работы художника. После смерти Беллини в 1516 году Тициан изменил ландшафтный фон картины для того, чтобы он подходил к другой его картине в собрании герцога «Вакханалия» (1518—1523). В 1529 году Тициан добавил горы за фигурами богов. Были изменены некоторые фигуры и их атрибуты.
Картина находилась в феррарском замке до 1598 года. После того, как Феррара перешла под власть Папской области, легат папы Климента VIII, его племянник, кардинал Пьетро Альдобрандини увёз картину в Рим. Картина оставалась собственностью семьи Альдобрандини до 1796—1797 годов, когда она была продана художнику Винченцо Камуччини, чей племянник, Джованни Баттиста, продал её в 1855 году герцогу Нортумберленду. «Пир богов» украшал замок Алнвик (Нортумберленд, Англия) до 1925 года, затем произведение Беллини перешло к наследникам герцога, пока в 1906 году не было снова продано лондонской компании, которая, в свою очередь, в 1922 году уступила его американскому миллионеру Питеру Уайденеру. В 1942 году Уайденер преподнёс свою коллекцию в дар американской нации. С тех пор картина хранится в Национальной галерее искусства в Вашингтоне.

## Сюжет
Картина согласно общепринятой версии изображает два эпизода из поэмы Овидия «Фасты»: Приап пытался соблазнить спящую нимфу Лотос, упомянутую Овидием дочь Нептуна или Нерея, но ему помешал заревевший осёл Силена. Вокруг показаны античные божества: Юпитер, рядом с которым изображён орёл, Посейдон, который ласкает Кибелу и Цереру, Гермес возлежит на бочке. Мальчик с венком — юный Вакх.
При ближайшем рассмотрении становится ясно, что картина пронизана лёгкой иронией, которая избегает самых грубых деталей повествования поэмы Овидия. Вместо этого художник с любовью размышлял о слабостях богов.
Филипп Фель выдвинул гипотезу о том, что произведение Беллини на самом деле иллюстрирует отрывок не из «Фастов», а из «Метаморфоз» Овидия, изданных в переводе на «вульгату» Джованни де Буонсиньори. В этом тексте пир представляет собой вакханалию, участниками которой являются не боги, а люди: лишь позднее композиция была несколько изменена, чтобы адаптировать её к требуемому литературному источнику. Это объясняет почему в оригинальной версии Беллини только сатиры и юный Вакх явно божественны, что указывает на вакхическую мистерию; остальные персонажи, несмотря на добавленные позднее атрибуты, более похожи на простых смертных.

## Исследование и реставрация картины
Произведение Беллини было тщательно исследовано в 1985 году. В ходе работ по очистке и консервации картины был проведен анализ пигментов. Беллини использовал красочные материалы, обычные для того времени, такие как натуральный ультрамарин, свинцово-оловянный жёлтый, малахит, ярь-медянка и киноварь. Картина является одним из немногих примеров использования аурипигмента и реальгара в масляной живописи эпохи Возрождения в Италии. Подробное и обширное научное исследование этой картины было проведено WebExhibits и также совсем недавно ColourLex.

## Детали картины

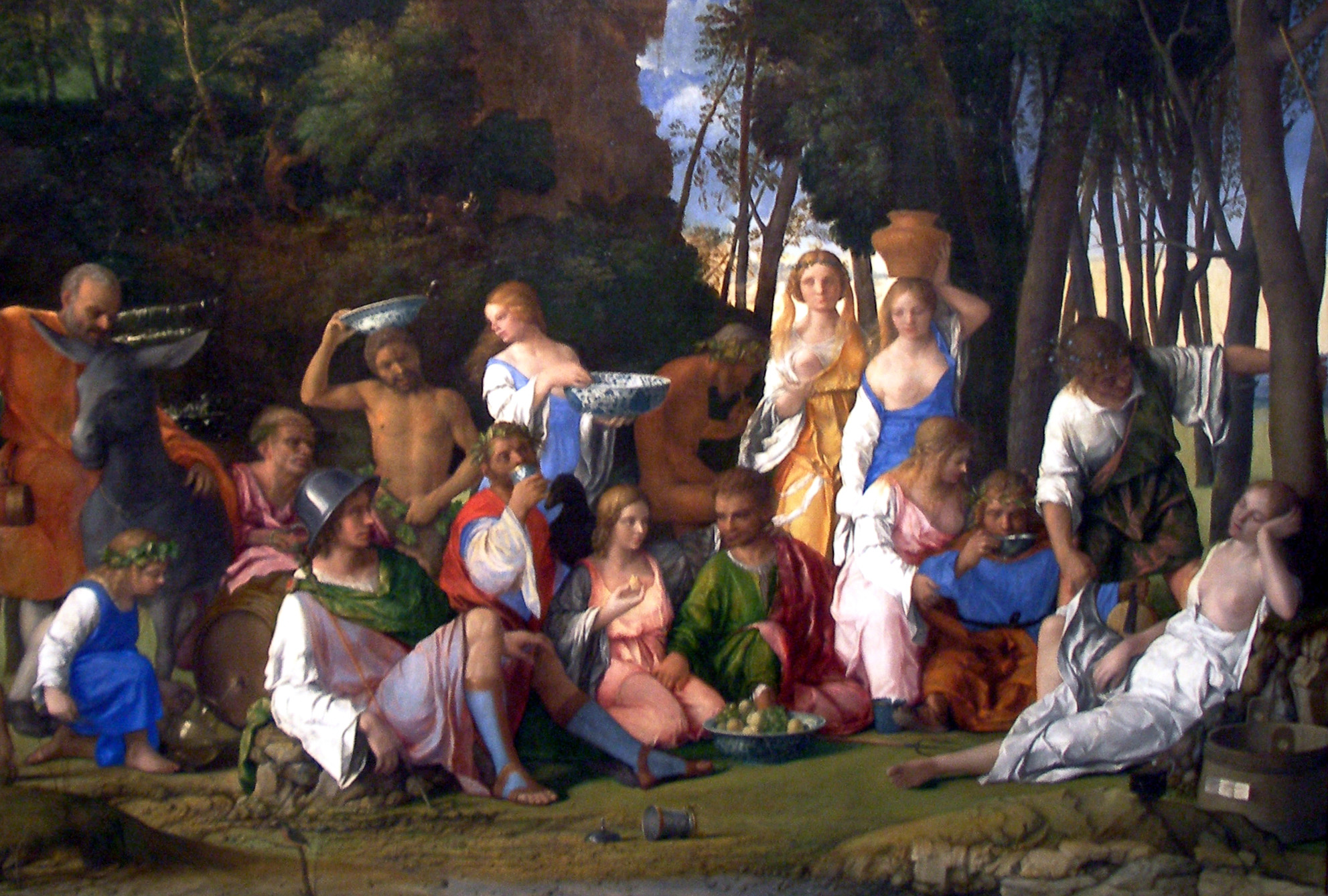
The Feast of the Gods-1514 1529-Giovanni Bellini and Titian half crop
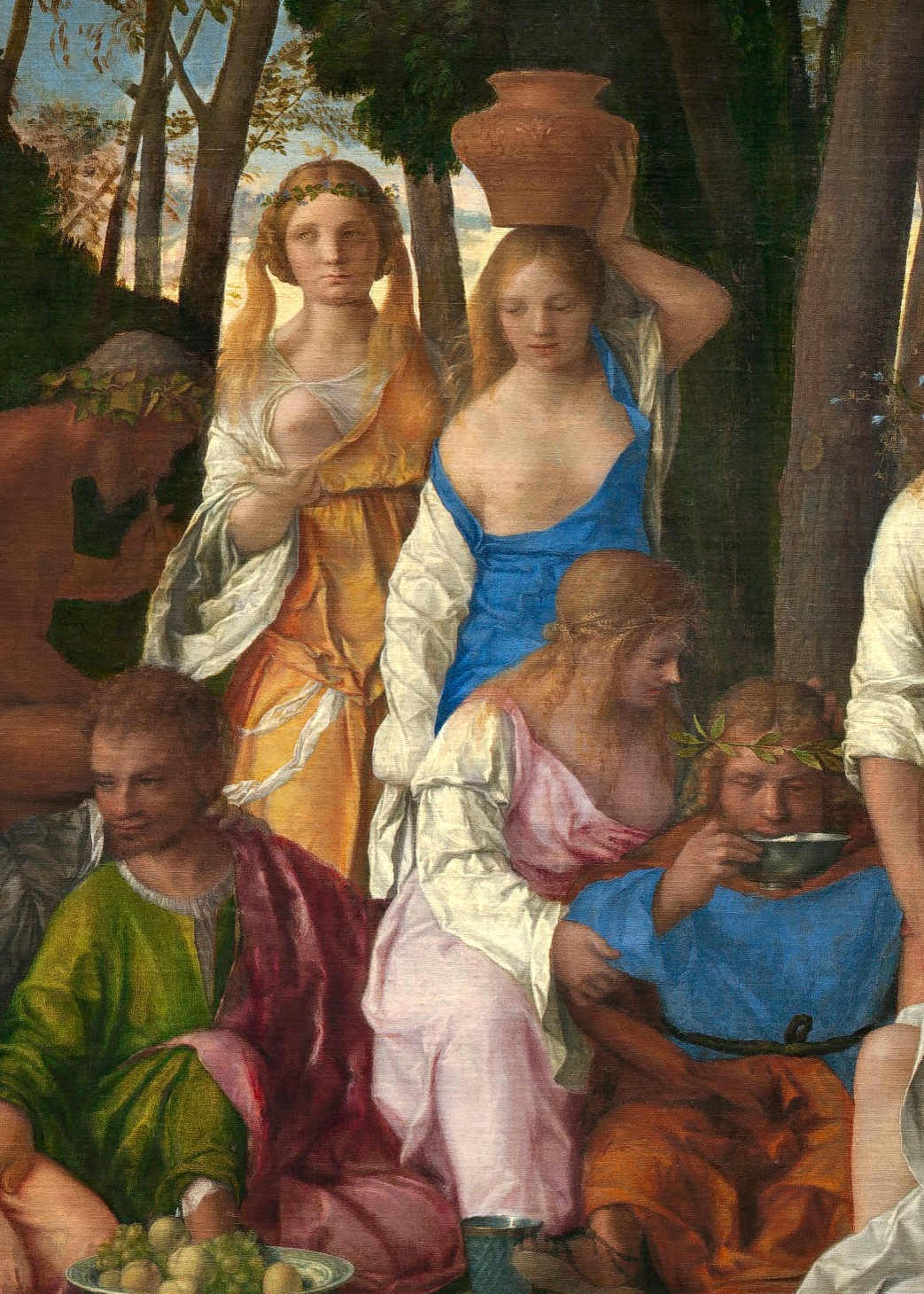
Giovanni Bellini and Titian - The Feast of the Gods - Detail bare-breasted maidens
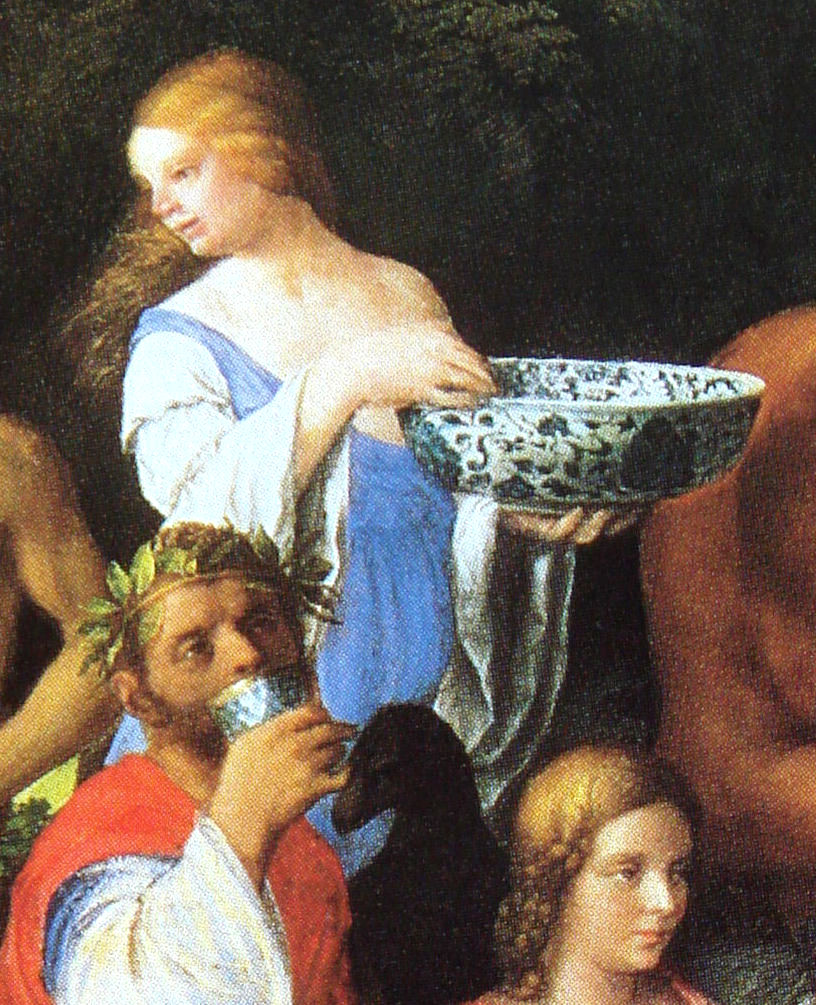
Feast of the Gods Giovanni Bellini 1514 detail
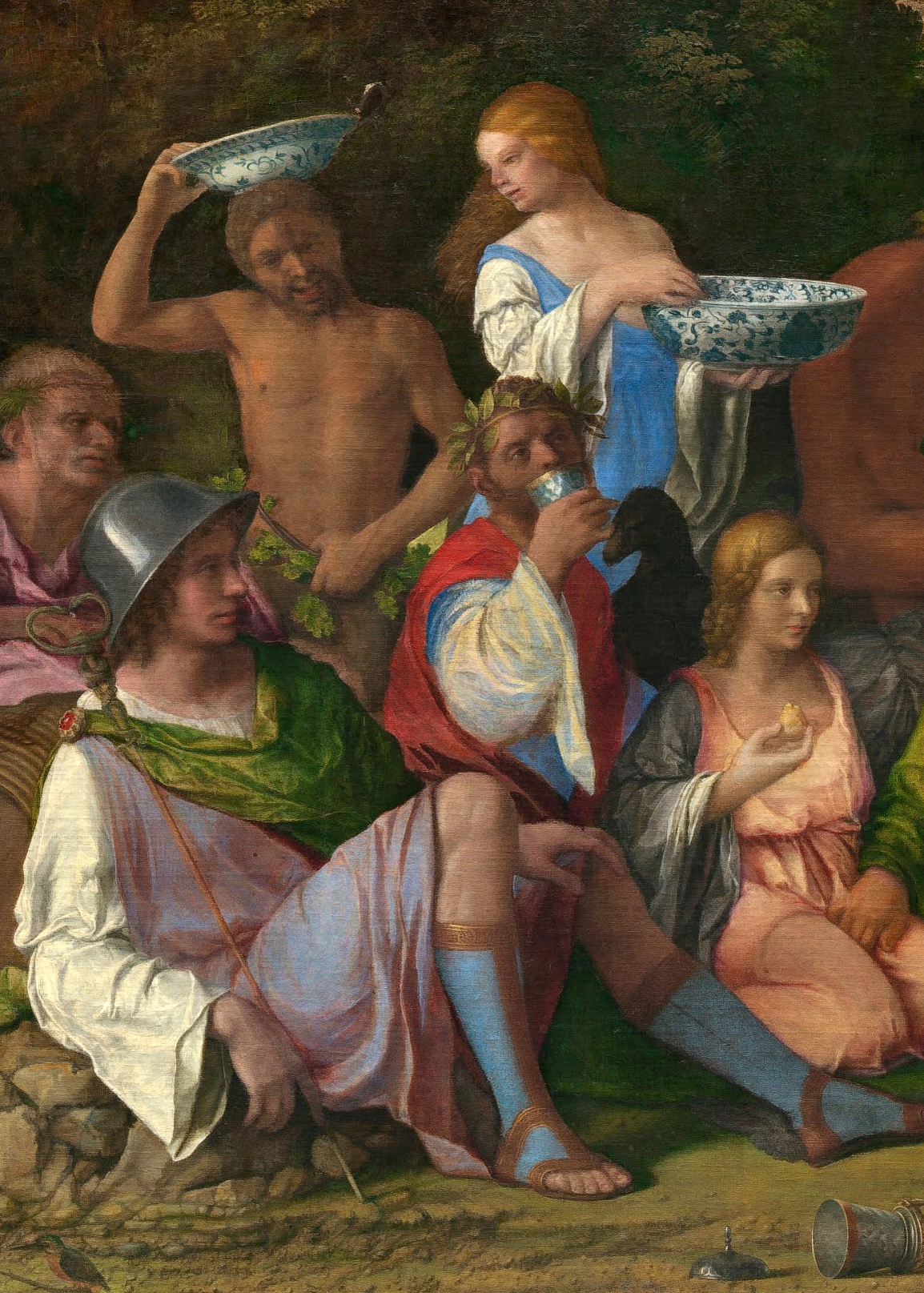
Giovanni Bellini and Titian - The Feast of the Gods Detail- Mercury & Chinese porcelain
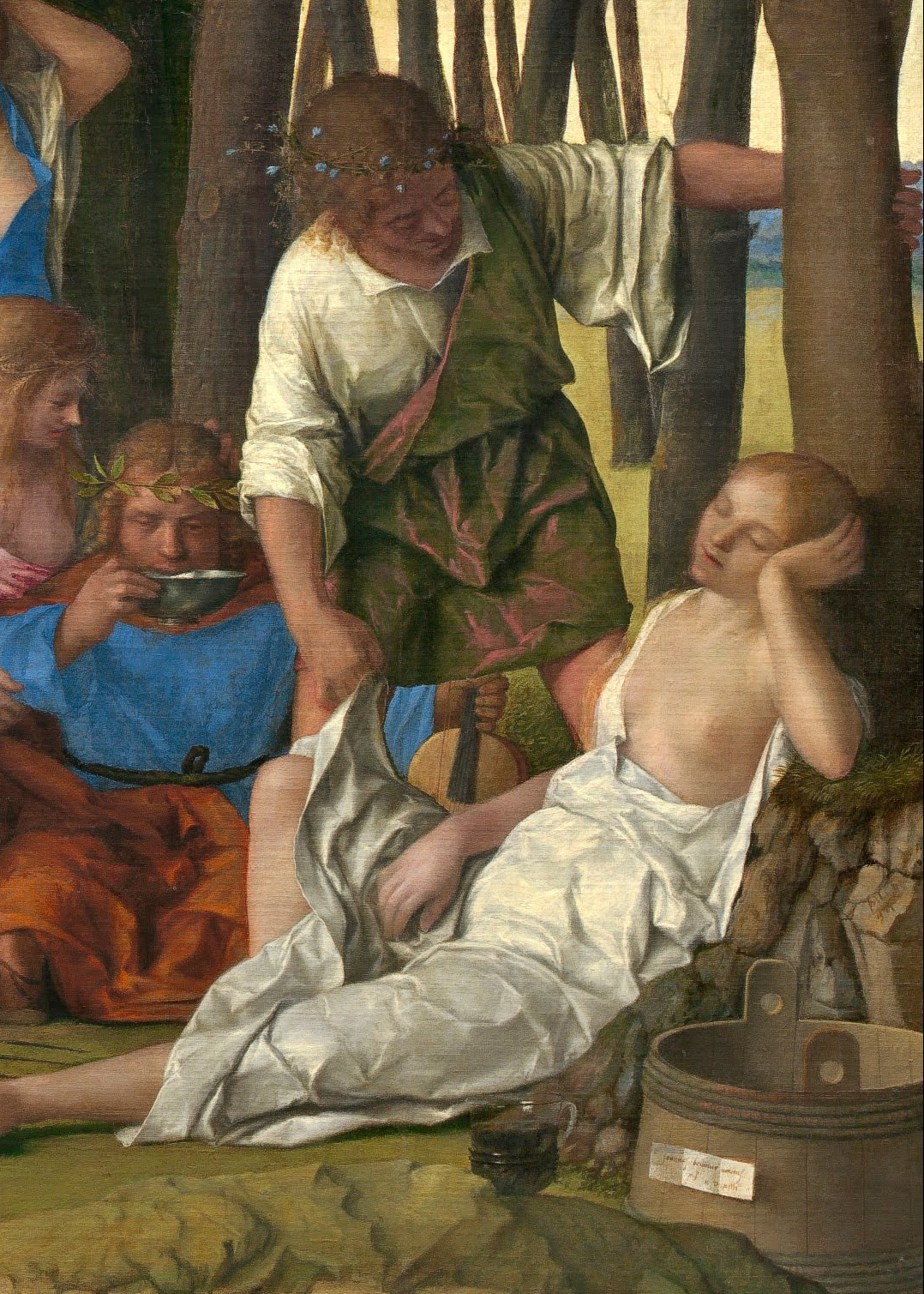
Giovanni Bellini and Titian - The Feast of the Gods - Detail- figures right & tub with script
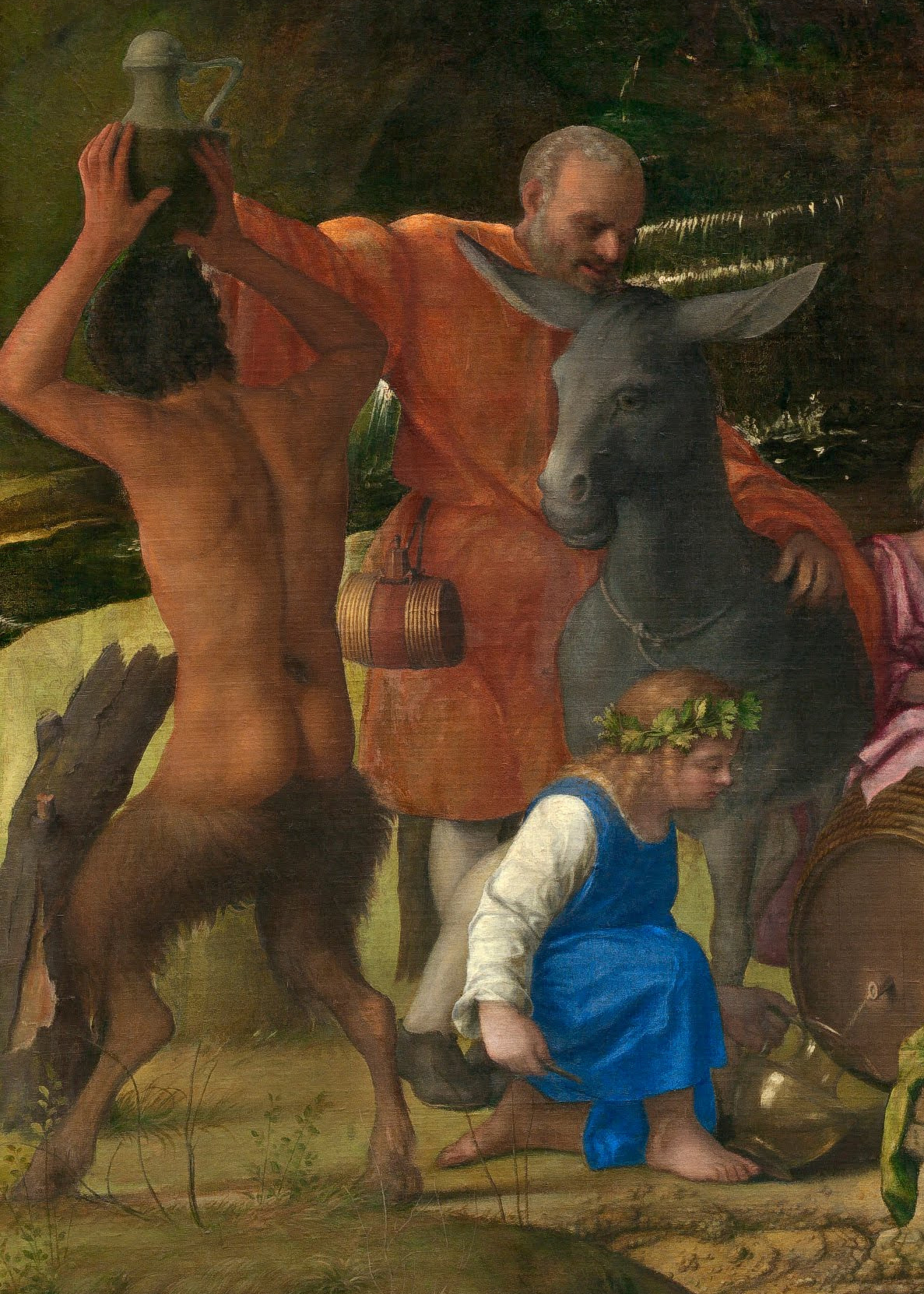
Giovanni Bellini and Titian - The Feast of the Gods - Detail- Silenus